# Сукумбиос (кантон)
Сукумбиос (исп.  Sucumbíos ) — один из 7 кантонов эквадорской провинции Сукумбиос. Площадь составляет 1502 км². Население по данным переписи 2001 года — 2836 человек, плотность населения — 1,9 чел/км². Административный центр — город Ла-Бонита.

## География
Расположен в северо-западной части провинции. Граничит Колумбией (на северо-востоке), с провинциями Имбабура и Карчи (на западе), а также с кантонами Гонсало-Писарро (на юге) и Каскалес (на крайнем востоке).